# Папа Пије IV
Папа Пије IV (лат. Pius IV; Милано, 9. април 1499 - Рим, 19. децембар 1565) је био 224. папа од 4. јануара 1560. до 9. децембра 1565.